# Monte Spiagge di Savignano
Il monte Spiagge di Savignano è una piccola altura del medio Appennino bolognese ubicata nei pressi dell'abitato sparso di Savignano (da cui il nome), una frazione del comune di Grizzana Morandi.
Il monte Spiagge di Savignano, con i suoi 508 metri di altitudine - un'altezza minima, se si considera che è posto vicinissimo al Monte Vigese (1091 m) - rappresenta l'ultima cima degna di nota di un lungo crinale spartiacque (circa 18 chilometri) che, partendo vicino a Badia a Taona, una frazione del comune di Pistoia, giunge fino a Riola di Vergato. Esso separa le valli dei fiumi Reno, sulla sinistra, e  Limentra orientale, sulla destra, lambendo il lago di Suviana e l'abitato di Castel di Casio.
Dalla cima del monte, dove passa la Via Francesca della Sambuca, è possibile avere una vista, seppure non completa, di una parte della valle del fiume Reno; essa è raggiungibile direttamente da Riola di Vergato, quindi da Ponte di Grizzana Morandi, tramite una strada che conduce a Savignano correndo parallelamente alla valle del Reno.